# دومينيك اودورو
دومينيك اودورو (بالإنجليزية: Dominic Oduro)‏ (13 أغسطس 1985 غانا - ) هو لاعب كرة قدم غاني، يلعب كمهاجم.

## وصلات خارجية
دومينيك اودورو على موقع الدوري الأمريكي (الإنجليزية)
- دومينيك اودورو على موقع قاعدة بيانات كرة القدم.إي يو (الإنجليزية)
- دومينيك اودورو على موقع ناشيونال فوتبول تيمز (الإنجليزية)
- دومينيك اودورو على موقع Soccerway.com (الإنجليزية)
- دومينيك اودورو على موقع عالم كرة القدم.نت (الإنجليزية)
- دومينيك اودورو على موقع AS.com (الإسبانية)